# سارة فوربس
سارة فوربس هي لاعب هوكي الحقل كندية، ولدت في 1973.